# Josef Kolář (vzpěrač)

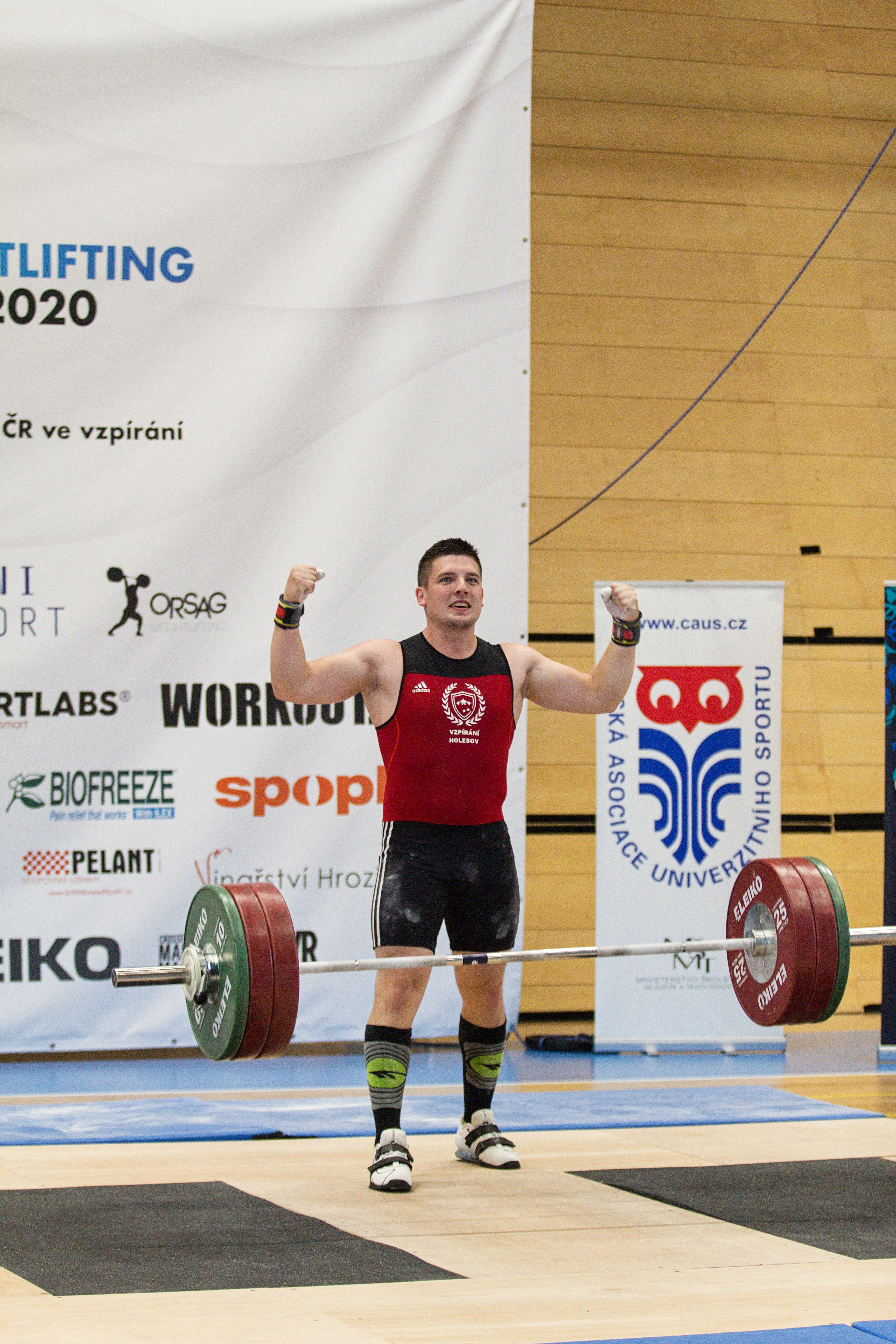
Josef Kolář, 2020

Josef Kolář (* 1. října 1997, Kroměříž) je český vzpěrač, akademický vicemistr světa v nadhozu z roku 2018 v Białe Podlasce. Je odchovancem sportovního klubu TJ Holešov, ale v sezónách 2019, 2020 a 2021 soutěžil za TAK Hellas Brno.
První mezinárodní start absolvoval v roce 2018 na akademickém mistrovství světa (Biała Podlaska), kde v trhu obsadil 7. místo, v nadhozu 2. místo a ve dvojboji 4. místo. Dvakrát startoval na mistrovství Evropy juniorů do 23 let (2018 – Zamość a 2019 – Bukurešť). Opakovaně vyhrál mistrovství ČR mužů (2015 do 85 kg, 2019 do 96 kg, 2020 do 96 kg, 2021 do 96 kg a 2022 do 109 kg).
Narodil se do vzpěračké rodiny. Otec, který ho vede, byl vzpěračským mistrem světa v kategorii Masters. Vzpírání se věnují také jeho tři bratři. Po střední škole nastoupil na ČVUT v Praze, kde na strojní fakultě získal v roce 2020 titul bakalář.

## Soutěžní rekordy
- Trh: 157 kg (Brno - Obřany, 2022)
- Nadhoz: 191 kg (Mutterstadt - Německo, 2023)
- Dvojboj: 348 kg (Jerevan - Arménie, 2023)

## Výsledky

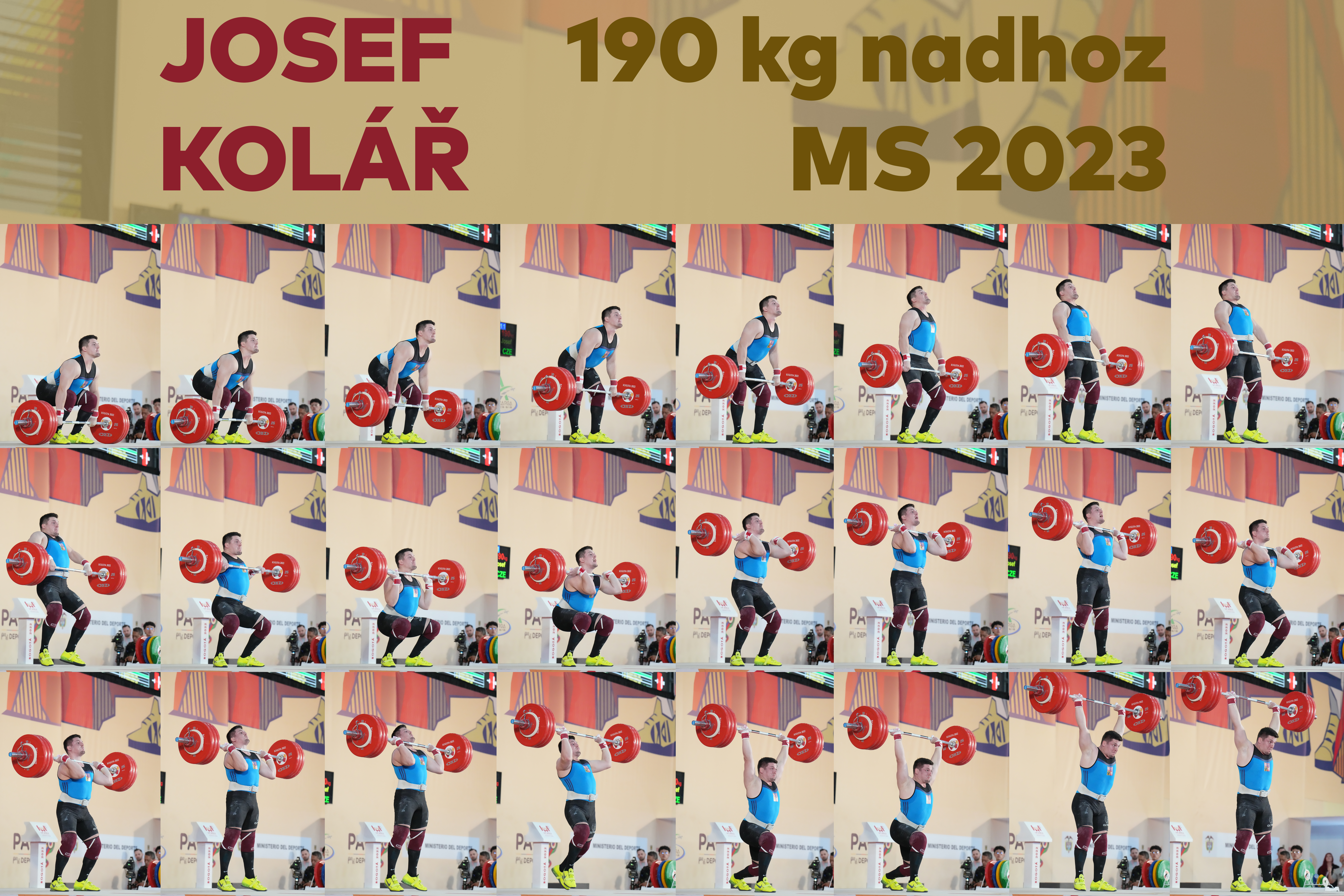
Josef Kolář na MS v Bogotě (2022)

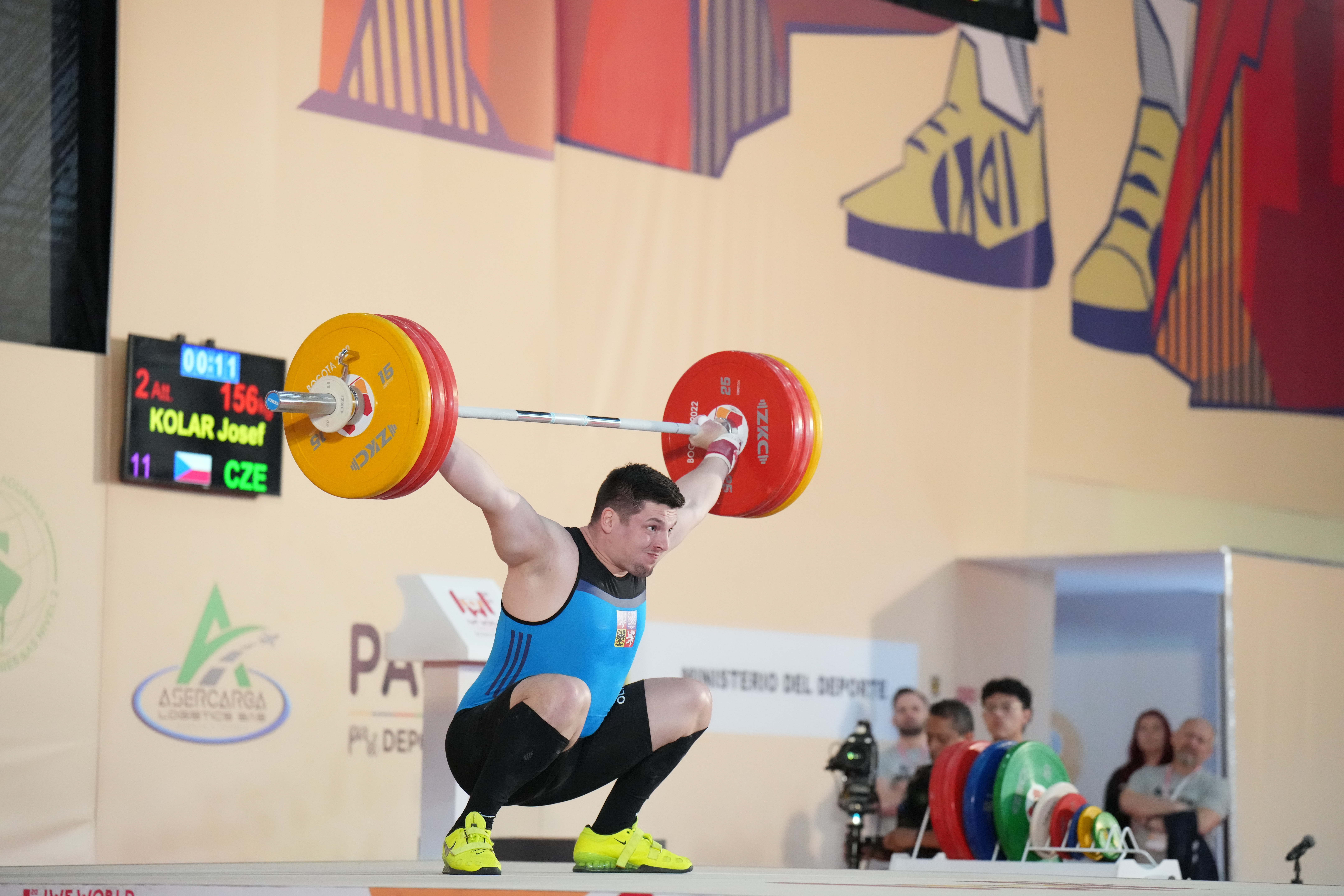
Josef Kolář na MS v Bogotě (2022) při trhu

| Rok                          | místo               | kategorie           | umístění            | výkon                            |
| Mistrovství ČR mužů          | Mistrovství ČR mužů | Mistrovství ČR mužů | Mistrovství ČR mužů | Mistrovství ČR mužů              |
| ---------------------------- | ------------------- | ------------------- | ------------------- | -------------------------------- |
| 2015                         | Praha               | do 85 kg            | 1. místo            | 106 kg v trhu + 140 kg v nadhozu |
| 2017                         | Praha               | do 85 kg            | 2. místo            | 120 kg v trhu + 155 kg v nadhozu |
| 2018                         | Havířov             | do 94 kg            | 2. místo            | 127 kg v trhu + 160 kg v nadhozu |
| 2019                         | Holešov             | do 96 kg            | 1. místo            | 140 kg v trhu + 165 kg v nadhozu |
| 2020                         | Praha               | do 96 kg            | 1. místo            | 147 kg v trhu + 187 kg v nadhozu |
| 2021                         | Praha               | do 96 kg            | 1. místo            | 140 kg v trhu + 180 kg v nadhozu |
| 2022                         | Praha               | do 109 kg           | 1. místo            | 152 kg v trhu + 190 kg v nadhozu |
| Mistrovství Evropy do 23 let |                     |                     |                     |                                  |
| 2018                         | Zamosc              | do 85 kg            | 10. místo           | 132 kg v trhu + 161 kg v nadhozu |
| 2019                         | Bukurešť            | do 89 kg            | 9. místo            | 135 kg v trhu + 173 kg v nadhozu |
| Mistrovství Evropy mužů      |                     |                     |                     |                                  |
| 2019                         | Batumi              | do 89 kg            | 17. místo           | 139 kg v trhu + 170 kg v nadhozu |
| 2021                         | Moskva              | do 96 kg            | 10. místo           | 147 kg v trhu + 180 kg v nadhozu |
| 2022                         | Tirana              | do 109 kg           | 8. místo            | 152 kg v trhu + 186 kg v nadhozu |
| 2023                         | Jerevan             | do 109 kg           | 9. místo            | 157 kg v trhu + 191 kg v nadhozu |
| Mistrovství Světa mužů       |                     |                     |                     |                                  |
| 2022                         | Bogota              | do 102 kg           | 18. místo           | 156 kg v trhu + 190 kg v nadhozu |
| Akademické mistrovství světa |                     |                     |                     |                                  |
| 2018                         | Biala Podlaska      | do 85 kg            | 4. místo            | 294 kg ve dvojboji               |
| 2018                         | Biala Podlaska      | do 85 kg            | 2. místo            | 168 kg v nadhozu                 |
| 2018                         | Biala Podlaska      | do 85 kg            | 7. místo            | 126 kg v trhu                    |

| 1.Liga družstev mužů | 1.Liga družstev mužů | 1.Liga družstev mužů |
| Rok                  | Družstvo             | Umístění             |
| -------------------- | -------------------- | -------------------- |
| 2019                 | TAK Hellas Brno      | 5. místo             |
| 2020                 | TAK Hellas Brno      | nehodnoceno (covid)  |
| 2021                 | TAK Hellas Brno      | 4. místo             |
| 2022                 | TJ Holešov           | 3. místo             |